# Santa Barbara de Montes

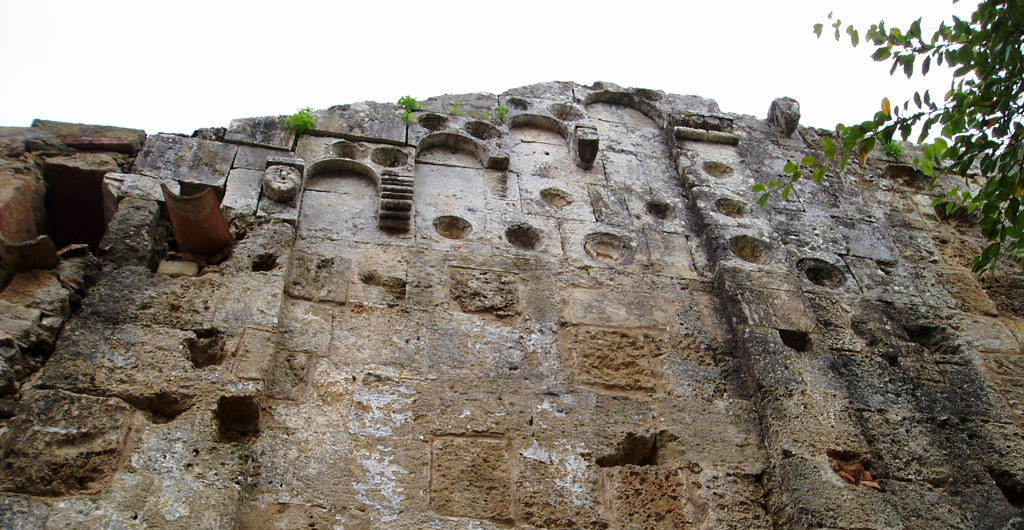
Santa Barbara de Montes

Die romanische Kirche Santa Barbara de Montes liegt an der dem Ort zugewandten Ostseite der Berge bei Capoterra in der Provinz Cagliari auf Sardinien.

## Legende
Der Tradition zufolge war die Jungfrau Barbara (nicht zu verwechseln mit Barbara von Nikomedien) eine aus Cagliari stammende Gefährtin der hl. Restituta, die am Ende des 3. Jahrhunderts lebte. Als Barbara 30 Jahre alt war, sei sie während einer Christenverfolgung zusammen mit Restituta eingekerkert worden. Barbara sei zur Enthauptung verurteilt und dazu auf einen nahe der Stadt gelegenen Berg geführt worden, um zu vermeiden, dass städtische Notabeln dagegen einschritten. Als der Kopf der Heiligen zu Boden fiel, sei dort eine Quelle entsprungen. Die bis heute fließende Quelle heißt auf Sardisch „Sa Scabizzada“ (die Enthauptete). Die vollständigste Vita der Märtyrerin Barbara findet sich in einem in spanischer Sprache verfassten hagiographischen Werk über die Heiligen des Königreiches Sardinien von Dionisio Bonfant.
Barbaras Leichnam soll von den Christen nach Cagliari gebracht und dort in der Krypta eine der hl. Restituta geweihten Kirche begraben worden sein. Dort wurde der Überlieferung zufolge 1620 ihr Leichnam gefunden.

## Geschichte
Neben der Stelle, an der Barbara das Martyrium erlitten haben soll, errichteten Basilianermönche eine kleine Kirche. Dem Text der eingemauerten Gedenkplatte gemäß wurde sie von Gallo, von 1276 bis 1281 Erzbischof von Cagliari, der in Capoterra als Mönch gelebt haben soll, im Jahre 1281 erbaut.
Wahrscheinlich gehörte die Kirche seit dem Hochmittelalter den Basilianern. Laut einem Schreiben vom 10. Juli 1335 von König Alfons IV. („Il Benigno“ – dem Gutmütigen) an seinen Gouverneur auf Sardinien, Ramon de Cardona, baten die Basilianermönche den König, ihnen die Kirche von Santa Barbara „sita in Cabuterra insula Sardinie“ (gelegen in Capoterra auf der Insel Sardinien) zuzuweisen, was der König bewilligte. Im 17. Jahrhundert wurde sie dem Erzbischof von Cagliari im Tausch gegen die Kirche von S. Maria di Uta überlassen. Als die Franziskaner 1867 Santa Barbara verlassen mussten, wurde die Kirche zum Staatsgut und die Oberaufsicht des traditionellen Festes ging zur Gemeinde von Sant’Efisio über.
Das Fest der hl. Barbara wird Ende Juni gefeiert.

## Architektur
Die Kirche besteht aus einem rechteckigen Schiff. Bemerkenswert sind die Keramikschalen der Fassade, die auf hispano-maurische Einflüsse weisen, obwohl die Insel seit 1016 den Pisanern gehörte. An der Türwand und an einer Seitenwand sind noch romanische Motive aus dem 13. Jahrhundert erkennbar. Ein vorgelagerter Säulengang, angeblich aus dem 17. Jahrhundert, stützt eine Espadaña (Glockengiebel). Die Umbauarbeiten von 1739 galten dem Bau der Schüsselkuppel, die laut einigen Historikern jedoch aus der Epoche des Schiffes stammt. Andere Renovierungen haben das Aussehen der kleinen Kirche zum Teil zerstört. Trotzdem bleiben die charakteristischen Motive des 13. Jahrhunderts erkennbar.